# Wilhelmine von Gersdorff
Charlotte Eleonore Wilhelmine von Gersdorff, auch Gersdorf, (* 28. Oktober 1768 in Ober Bellmannsdorf, Markgraftum Oberlausitz; † 11. Februar 1847 in Dresden, Königreich Sachsen) war eine deutsche Schriftstellerin und Dichterin. Sie schrieb auch unter zahlreichen Pseudonymen.

## Leben
Wilhelmine von Gersdorff war die Tochter des Regierungsrates und Domherrn Kaspar Friedrich von Gersdorff (1736–1795) und der Christiane Eleonore von Uechtritz (1737–1808). Sie wuchs in Ober Bellmannsdorf und in Seidenberg im damals dem sächsischen Kurfürsten unterstehenden Markgraftum Oberlausitz auf. Vom Vater und ihrer Gouvernante, der Schriftstellerin Dorothee Henriette von Runkel (auch Runckel, 1724–1800) gefördert, zeigte sie in ländlicher Einsamkeit früh schriftstellerisches Talent. Um 1784 soll der Mann ihrer Freundin Sophie Albrecht den Roman Familie Walberg der damals 16-Jährigen gegen ihren Willen herausgebracht haben. Nachweisbar ist ein Prager Druck von 1792. Seit 1789 veröffentlichte sie Gedichte.
1792 heiratete sie den Kammerherrn Friedrich August Gottlob von Gersdorff (1765–1836) und zog auf sein Gut Biesig bei Reichenbach/Oberlausitz. Nach dessen Verkauf lebte sie in Bautzen und seit 1811 in Dresden, wo sie 1847 starb. Sie hatte acht Kinder, von denen fünf im Alter unter 18 Jahren starben. Der Mann ihrer ältesten Tochter Adelheid Therese Amalie (1798–1848) war der Bibliograf Carl Wilhelm Otto August von Schindel.

## Pseudonyme
Die produktive Schriftstellerin schrieb auch als Eleonore F., Minna, Glycere, J. van der Hall, W. von Morgenstern, F. P. E. Richter, P. Richter und W. v. G. Sie veröffentlichte erst ab 1817 unter eigenem Namen. „Mit ängstlicher Sorgfalt behauptete sie 20 Jahre lang ihre Anonymität“, heißt es beim Lexikografen Franz Brümmer. Die Wahl von Pseudonymen war unter Schriftstellerinnen des 18. Jahrhunderts ein verbreitetes Mittel, die Identität zu verbergen, sich aber als weiblich zu erkennen zu geben. „Gegen die harten und unbilligen Urtheile, die aus Neid oder Vorurtheil gegen weibliche Bildung die junge Schriftstellerin trafen“, verteidigte sie sich im Lausitzischen Magazin. Wer sich hinter einigen der frühen Pseudonyme verbarg, konnte den Zeitgenossen durch die Aufnahme in ein Nachschlagewerk bekannt sein.

## Werke (Auswahl)
- Gedichte und Aufsätze im Lausitzischen Magazin, 1789–1792[10] (als Eleonore F.)
- Minna’s Gedichte an Gustav. Leipzig 1790 (als Minna). VD18 10253068, Digitalisat
- Die Horatier und Curiatier. Eine dramatische Skizze aus der römischen Geschichte (1790). In: Marianne Henn u. a. (Hrsg.): Body Dialectics in the Age of Goethe. Rodopi, Amsterdam 2003, ISBN 90-420-1076-2, S. 421–437
- Glyzerens Blumenkranz für teutsche Mädchen. 2 Bände. Zittau/Leipzig 1791, 1792 (als Glycere)
- Der Tod Leopold Des Zweyten des treflichsten Kaisers der Teutschen, im März 1792, beklagt von Glyceren, der Verfasserin des Blumenkranzes. Schoeps Zittau/Leipzig 1792 (als Glycere). VD18 11496908, Digitalisat
- Die Familie Walberg, dramatisch bearbeitet von einer jungen Dame in Sachsen, herausgegeben von Albrecht. 3 Teile. Prag/Leipzig 1792
- Die Kreuzfahrerinnen, oder Dedo von Egloffstein und Blanka von Heidenfels. 1794
- Dialogen, auch für die Bühnen brauchbar, herausgegeben von Albrecht. Prag/Leipzig 1794
- Freudenlied, bei der Geburt der Prinzeßin Tochter Sr. Durchlaucht des Prinzen Maximilians von Sachsen (…) von Glyceren, Verfasserin des Blumenkranzes, Dresden 1794. VD18 11321717, Digitalisat
- Situationen, oder Geschichte Ottiliens von Stromau. Weißenfels 1794
- Romantische Scenen der Wirklichkeit. Dresden 1794. VD18 12914371, Digitalisat
- Mnemosyne oder meine Erinnerungen. Von der Verfasserin der Familie Walberg und der Situationen. 2 Bände. Oschatz 1797, 1798. VD18 10666680, Digitalisat. Darin:

- Graf Raschwitz oder schlechte Gesellschaft verdirbt Herz und Sitten. Band 1, S. 25–115
- Klelie oder die Emigranten, Ein Schauspiel in zwey Aufzügen. Band 1, S. 169–204
- Die Zwillingsschwestern oder die Verschiedenheit des Glücks. Ein Familiengemälde in drey Aufzügen. Band 2, S. 23–107. Neuausgabe in Karin A. Wurst: Frauen und Drama im achtzehnten Jahrhundert. Köln, Böhlau 1991, ISBN 3-412-06890-X, S. 252–291
- Heinrich und Konstantie oder sie waren ihres Glückes werth. Ein Schauspiel in zwei Akten. Band 2, S. 177–232

- Neue Schauspiele von der Verfasserin der Familie Walberg. Albrecht und Compagnie, Albrecht und Compagnie, Prag/Leipzig 1795. VD18 90260880, Digitalisat und VD18 11747315, Digitalisat. Enthält:

- Elina, S. 1–138
- Hermann von Seltenheim, der Mann, wie es wenige giebt. S. 139–235

- Gedichte. In: W. G. Beckers Taschenbuch zum geselligen Vergnügen. 1795, 1797
- Idea, ein Bild für edle Frauen. 3 Bände. Anton, Görlitz 1811
- Mnemosyne die Zweyte, oder dichterische Erinnerungen an Wilh. v. G. Leipzig 1812
- Aurora von Königsmarck. Quedlinburg 1816
- Eternelle oder die Blindgeborne. Lauffer, Leipzig 1819
- Der Eichwald oder die Ruinen der Oedenburg. Trassier, Brünn 1819
- Erzählungen. 28 Bände, Leipzig, Lauffer 1820–1840[11]
- Die Rose von Rubinen oder die beiden Manuelen. C.G. Zobel, Görlitz 1821. Digitalisiert: urn:nbn:de:hebis:30:4-82004
- Der Beherrscher der Eilande. In 3 Dichtungen. Aus dem Englischen von Walter Scott übersetzt. Leipzig 1822 (als F. P. E. Richter)
- Jacobine, oder der Ritter der Geheimnisse. Ein historischer Roman von Walter Scott. Nach dem Englischen bearbeitet. Leipzig 1822 (als F. P. E. Richter)
- Marmion und Mathilde, oder die Schlacht von Flodden-Field. Eine Rittergeschichte von Walter Scott. Nach der neunten Ausgabe frei bearbeitet. Leipzig 1822 (als F. P. E. Richter)
- Mathilde von Rokeby, von Walter Scott. Leipzig 1822 (als F. P. E. Richter)
- Der Zigeunerraub oder die thüringschen Waffenbrüder. Goedsche, Meissen 1824
- Mosely-Hall, oder die Wahl eines Gatten, von R. Cooper. (James Fenimore Cooper). Bearbeitet, Leipzig 1825 (als F. P. E. Richter)
- Der Doppelgänger oder welcher ist mein Sohn? Nebst 2 Erzählungen. Lauffer, Leipzig 1826
- Der St. Valentins-Tag oder der abentheuerliche Fund. Lauffer, Leipzig 1827
- Ritter Trautwangen oder die Zigeuner in Deutschland zur Zeit des dreissigjährigen Krieges. Goedsche, Meissen 1827 (als J. van der Hall)
- Ritter Robert Carre, Günstling des Königs Jacob von England. Berlin, Schüppel 1828
- Nachtschatten. Natorff, Berlin 1828
- Die Hugenottin. Herbig, Berlin 1828
- mit Wolfardine von Minutoli: Reise der Frau Generalin von Minutoli nach Egypten. Lauffer, Leipzig 1829. (2. Ausgabe 1841)
- Die Armenierin oder der Schiffbruch an der Küste Irlands. Meyer, Braunschweig 1829
- Die Jüdin. Goedsche, Meissen 1830 (J. van der Hall)
- Die Geschiedene. Meyer, Braunschweig 1830
- Der belgische Ritter zur Zeit der Bilderstürmer. Klinkicht, Meissen 1830
- Selbstverblendung oder die Reise nach den kanarischen Inseln. Leipzig, Wolbrecht 1831
- Complott, oder Verrath und Treue. 1831
- Dresdens Vorzeit. Eyraud, Neuhaldensleben 1833
- Renate. Engelmann, Leipzig 1833
- Leben des Königs Mathias Corvinus von Ungarn. Engelmann, Leipzig 1836
- Fritzler-Robert. Leipzig, Drobisch, Leipzig 1843

Bibliografische Quellen
- Georg Christoph Hamberger, Johann Georg Meusel: Das gelehrte Teutschland. Band 2, 5. Auflage. Meyer, Lemgo 1796, Band 9, 1801, Band 11, 1805, Band 17, 1820, Band 19, 1823, Band 22,2, 1831
- Gottlieb Friedrich Otto: Lexikon der (…) Oberlausitzschen Schriftsteller und Künstler. Band 1, 1801, Supplement 1821
- Carl Wilhelm Otto August von Schindel: Die deutschen Schriftstellerinnen des 19. Jahrhunderts. Band 1, 1823, Band 3, 1825

## Belege
1. ↑  Johann Samuel Ersch, Johann Gottfried Gruber: Allgemeine Encyclopädie der Wissenschaften und Künste, 61. Teil, Leipzig, Brockhaus 1855, S. 467 f.
2. ↑  Carl Wilhelm Otto August von Schindel: Die deutschen Schriftstellerinnen des 19. Jahrhunderts. Band 1, 1823, S. 156 (Digitalisat), Band 3, 1825.
3. ↑  Carl Wilhelm Otto August von Schindel: Die deutschen Schriftstellerinnen des 19. Jahrhunderts. Band 1, 1823, S. 156 (Digitalisat), Band 3, 1825.
4. ↑  Sophie Pataky: Lexikon deutscher Frauen der Feder, Band 1, Berlin 1898, S. 255, (online), abgerufen am 28. Mai 2017. – Nachweise im Kalliope-Verbund, abgerufen am 27. Mai 2017
5. ↑  Damen Conversations Lexikon. Band 4, o. O. 1835, S. 399–400, (online), abgerufen am 28. Mai 2017. – Johann Samuel Ersch, Johann Gottfried Gruber: Allgemeine Encyclopädie der Wissenschaften und Künste, 61. Teil, Leipzig, Brockhaus 1855, S. 468
6. ↑  Franz Brünner: Deutsches Dichterlexikon. Band 1, 1876; auch in: Franz Brümmer: Lexikon der deutschen Dichter und Prosaisten, 1884
7. ↑  Susanne Kord: Little Detours. The Letters and Plays of Luise Gottsched (1713–1762). Martlesham, Camden House 2000, ISBN 1-57113-148-5, S. 135, mit Nennung von Eleonore F., Minna und Glycere
8. ↑  Johann Samuel Ersch, Johann Gottfried Gruber: Allgemeine Encyclopädie der Wissenschaften und Künste, 61. Teil, Leipzig, Brockhaus 1855, S. 468
9. ↑  Georg Christoph Hamberger, Johann Georg Meusel, Das gelehrte Teutschland, 5. Auflage, Band 2, Lemgo 1796, S. 548, Digitalisat. – Gottlob Friedrich Otto, Lexikon der Oberlausitzschen Schriftsteller und Künstler. Band 1, 1801
10. ↑  Verzeichnis in Gottlob Friedrich Otto: Lexikon der Oberlausitzschen Schriftsteller und Künstler. Band 1, 1801
11. ↑  Neuerscheinungen; Titelliste in Franz Brümmer: Deutsches Dichterlexikon. Band 1, 1876

| Personendaten    | Personendaten |
| ---------------- | --- |
| NAME             | Gersdorff, Wilhelmine von |
| ALTERNATIVNAMEN  | Gersdorf, Wilhelmine von; Gersdorff, Charlotte Eleonore Wilhelmine von; Gersdorf, Charlotte Eleonore Wilhelmine von; Hall, J. van der (Pseudonym); Morgenstern, W. von (Pseudonym); Richter, F. P. E. (Pseudonym); Richter, P. (Pseudonym); Glycere (Pseudonym); G., W. v. (Pseudonym); F., Eleonore (Pseudonym) |
| KURZBESCHREIBUNG | deutsche Schriftstellerin und Dichterin |
| GEBURTSDATUM     | 28. Oktober 1768 |
| GEBURTSORT       | Ober Bellmannsdorf, Markgraftum Oberlausitz |
| STERBEDATUM      | 11. Februar 1847 |
| STERBEORT        | Dresden |